# Wang Zhen
Wang Zhen (11 de abril de 1908 - 12 de março de 1993) foi uma figura política chinesa, atualmente considerado como um dos Oito Imortais do Partido Comunista da China. Foi um colaborador próximo do importante presidente chinês Li Xiannian.